# 1988年フランス議会総選挙
1988年フランス議会選挙は、フランス共和国議会の下院である国民議会（Assemblee Nationale）を構成する議員を選出するため行われた選挙で、1988年6月5日と12日に投票が行われた。

## 概要
大統領選挙で再選を果たしたフランソワ・ミッテラン大統領が、選挙勝利の余勢を受け社会党の安定多数を確保すべく国民議会を解散（5月14日）したことによって行われた選挙である。選挙の結果、大統領与党の社会党が前回選挙よりも議席を伸ばすことに成功した。

## 基礎データ
前回の1986年3月選挙では県を選挙区単位とする比例代表制が採られたが、同年10月の法改正によって小選挙区2回投票制に戻された。
- 国民議会の定数：577議席
  - フランス本土：555議席
  - 海外地域：22議席
- 有権者：

選挙人名簿閉鎖日（3月31日）までに満18歳以上（1974年の法改正で21歳から引き下げられた）に達したフランス国籍を有する男女で私権・公民権を有する者。法定欠格事項（重罪の有罪者、窃盗・風俗紊乱・偽証などで禁固刑に処せられた者、禁治産者）に該当する者は選挙権を有しない。
- 被選挙権：

満23歳以上のフランス国籍を有する男女。私権・公民権を有し、有権者資格を満たしていること、兵役義務を完了ないしは政党に免除されていることに加え、そのほかの欠格事項（被選挙権剥奪の判決を受けた者、補佐人を付されている者）に該当しないことを要する。
- 選挙制度：小選挙区2回投票制

1. 第1回投票において有効投票数の過半数を得、且つ登録有権者の4分の1以上の得票を得た候補者がいる場合は、その候補者が当選。
2. 第1回投票で過半数を得た候補者がいない場合は、第1回投票において12.5％以上の得票を得た候補のみが第2回投票に立候補できる。しかし、（12.5％以上の）候補者が一人しかいない場合は、それに続く候補者1名が、（12.5％以上の）候補者が一人もいない場合は上位2名が立候補できる。
3. 第2回投票では最多得票を得た候補が当選する。

出典：［Ⅴ］フランス（2）立法府、中村勝範編『主要国政治システム概論』改訂版（慶應義塾大学出版会）100－101頁

## 選挙結果
シラク前首相与党で議会において多数派を占めていたRPRとUDFが敗北し、前回選挙で敗北した社会党が議席を増やすことに成功した。前回選挙で注目を集めた極右政党FNは選挙制度が再び小選挙区2回投票制に戻されたことも影響して議席を大幅に減らす結果となった。また棄権率は34.26％（第1回投票、海外地域も含む）と非常に高い割合を示した。
- 投票日
  - 第1回投票：1988年6月5日
  - 第2回投票：1988年6月12日

|              | 第1回投票  | 第2回投票  |
| ------------ | ---------- | ---------- |
| 登録有権者数 | 37,945,582 | 3,0023,087 |
| 投票者数     | 24,944,792 | 21,003,066 |
| 投票率       | 65.74%     | 69.95%     |
| 無効票       | 512,697    | 699,052    |
| 有効投票数   | 24,432,095 | 20,304,014 |

| 党派                    | 党派                    | 第1回投票 | 第1回投票 | 第1回投票 | 第2回投票 | 第2回投票 | 第2回投票 | 議席 合計 | 議席 合計       |
| 党派                    | 党派                    | 得票数    | 得票率    | 議席      | 得票数    | 得票率    | 議席      | 党派別    | 政治 グループ別 |
| ----------------------- | ----------------------- | --------- | --------- | --------- | --------- | --------- | --------- | --------- | --------------- |
| 極左                    | （労働者の闘争など）    | 89,065    | 0.36%     | 0         |           |           |           | 0         | 0               |
| 左翼                    | フランス共産党 PCF      | 2,765,761 | 11.32%    | 1         | 695,569   | 3.42%     | 26        | 27        | 27              |
| 左翼                    | 社会党 PS               | 8,493,702 | 34.76%    | 37        | 9,881,685 | 48.66%    | 225       | 262       | 277             |
| 左翼                    | 左翼急進運動 MRG        | 272,316   | 1.11%     | 2         | 9,881,685 | 48.66%    | 7         | 9         | 277             |
| 左翼                    | 左翼諸派 Various Left   | 403,690   | 1.65%     | 1         | 9,881,685 | 48.66%    | 5         | 6         | 277             |
| エコロジスト Ecologists | エコロジスト Ecologists | 86,315    | 0.35%     | 0         |           |           |           | 0         | 0               |
| 地域主義                | 地域主義                | 18,498    | 0.07%     | 0         |           |           |           | 0         | 0               |
| 右翼                    | 共和国連合 RPR          | 4,687,047 | 19.18%    | 38        | 9,510,056 | 46.83%    | 90        | 128       | 270             |
| 右翼                    | フランス民主連合 UDF    | 4,519,459 | 18.49%    | 38        | 9,510,056 | 46.83%    | 92        | 130       | 270             |
| 右翼                    | 右翼諸派 Various Right  | 697,272   | 2.85%     | 3         | 9,510,056 | 46.83%    | 9         | 12        | 270             |
| 極右                    | 国民戦線 FN             | 2,359,528 | 9.65%     | 0         | 216,704   | 1.06%     | 1         | 1         | 1               |
| 極右                    | その他の極右            | 32,445    | 0.13%     | 0         |           |           |           | 0         | 1               |
|                         |                         |           |           | 120       |           |           | 455       | 575※      | 575             |

出典：Results of the Elections and Distribution of Seats in the National Assembly（選挙結果と下院の議席分布）,FRANCE election 1988,P4
※2選挙区で選挙が無効となったため、合計議席は575議席。
社会党は議席を前回選挙より増やしたものの、単独で過半数を得ることはできなかったため、共産党の支持を得て与党となり、前回選挙以来2年間続いてきたコアビタシオンはとりあえず解消された。